# Prémio Agustina Bessa-Luís
O Prémio Literário Revelação Agustina Bessa-Luís, instituído pela Estoril Sol em homenagem à grande escritora, destina-se a distinguir, anualmente, um romance inédito de autor português sem qualquer obra publicada no género.
O vencedor recebe um valor monetário, para além da publicação da obra pela editora Gradiva.

## Vencedores
| Ano  | Título                      | Autoria                                 | Ref.   |
| ---- | --------------------------- | --------------------------------------- | ------ |
| 2024 | O Processo                  | Dulce de Souza Gonçalves                | [ 3 ]  |
| 2023 | Aqui Onde Canto e Ardo      | Francisco Mota Saraiva                  | [ 4 ]  |
| 2022 | A Guerra Prometida          | Marco Pacheco                           | [ 5 ]  |
| 2021 | Terrinhas                   | Catarina Gomes                          | [ 6 ]  |
| 2020 | Escavadoras                 | Marta Pais Oliveira                     | [ 7 ]  |
| 2019 | Um Símbolo Vivo             | Cristina Cosme                          | [ 8 ]  |
| 2018 | Um Passo para Sul           | Judite Canha Fernandes                  | [ 9 ]  |
| 2017 | O Invisível                 | Rui Lage                                | [ 10 ] |
| 2016 | Mea Culpa                   | Carla Pais (Anulado)                    | [ 11 ] |
| 2015 | Fredo                       | Ricardo Fonseca Mota                    | [ 12 ] |
| 2013 | Horizonte e Mar             | Paula Cristina Martins Torres Rodrigues | [ 13 ] |
| 2012 | A Vida Inútil de José Homem | Marlene Ferraz                          | [ 1 ]  |
| 2011 | Trás-os-Montes              | Tiago Patrício                          | [ 2 ]  |
| 2010 | A Cabeça de Séneca          | Paulo Bugalho                           | [ 14 ] |
| 2009 | A Casa-Comboio              | Raquel Ochoa                            | [ 15 ] |
| 2008 | Não foi atribuído           | N.A.                                    | [ 16 ] |